# Ansia Camuanga Correia
Ansia Camuanga Correia là một chính trị gia người Angola làm việc cho MPLA và là thành viên của Quốc hội Angola.